# Marcel Struck

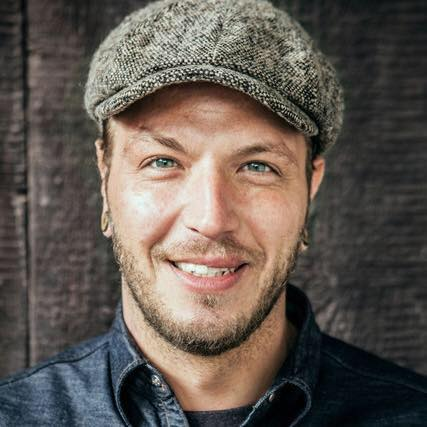
Marcel Struck (2017)

Marcel Struck (* 1979 in Cottbus) ist ein deutscher Industriedesigner.

## Leben
Als gelernter Stuckateur war Marcel Struck in Kiel, Hamburg und für knapp drei Jahre in Zürich tätig; seit 2011 lebt in Köln. Hier beschäftigt er sich mit Industriedesign, besonders mit der Einrichtung von Gastronomiebetrieben, Ateliers und Wohnungen. Seit 2013 betreibt er in einer alten Munitionsfabrik im Stadtteil Ehrenfeld ein Geschäft mit dem Namen Exquisit, in dem er von ihm europaweit zusammengetragene Möbelstücke im Stil des Shabby Chic und Industrial Design sowie Designklassiker anbietet.
Ein breiteres Publikum erreichte Struck 2016 durch seine Auftritte als Händler in der NDR-Unterhaltungsshow Wer bietet mehr?.
Ab dem 26. Juni 2017 trat er auf ZDFneo als Händler in dem auf 20 Episoden angelegten Format Viel zu bieten auf. Seit 24. März 2019 tritt er im ZDF als Designer in der Sendung Mach was draus auf.